# معصوم شاه

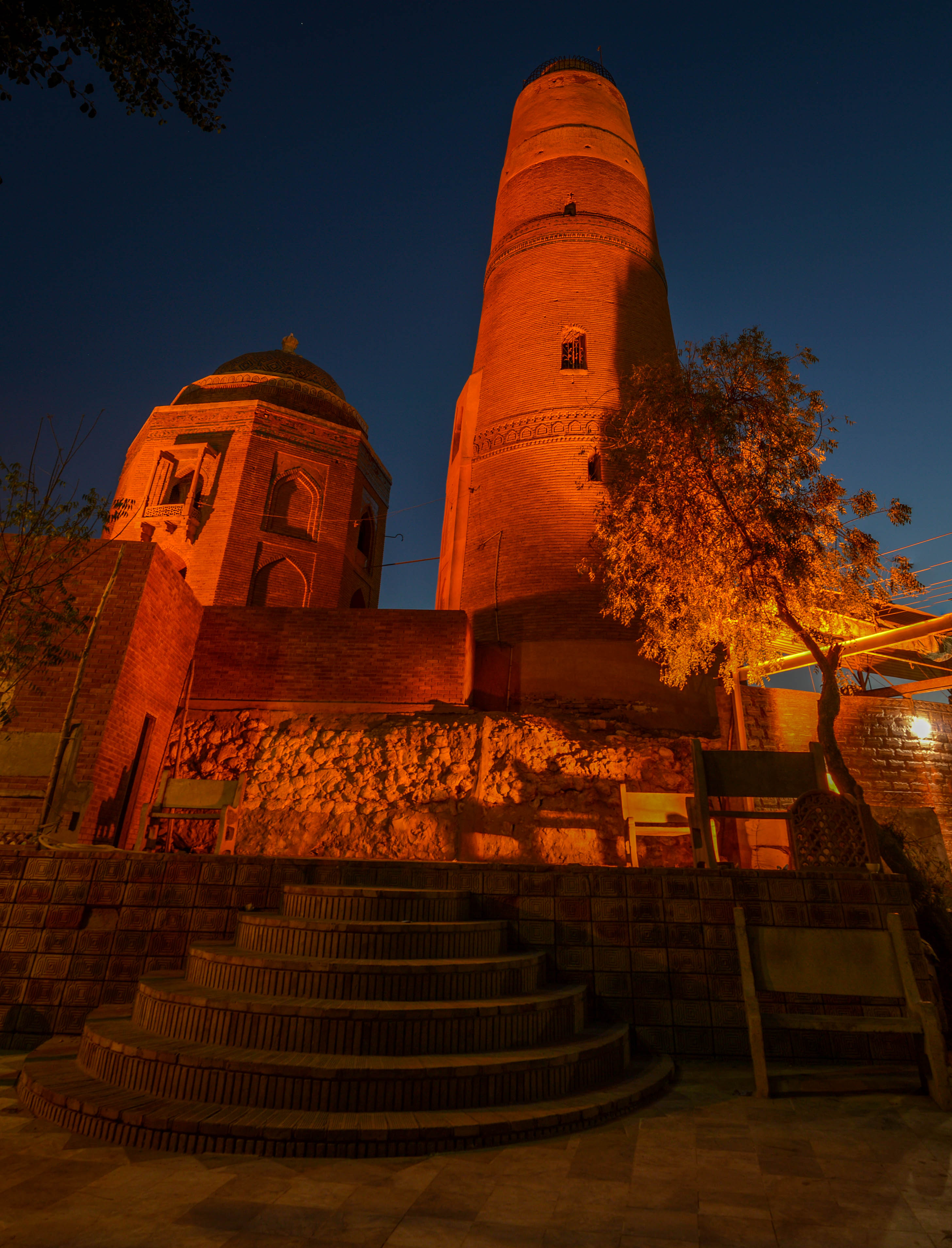
يتم إضاءة المجمع في الليل.

مير محمد معصوم شاه بكهري، المعروف أيضًا باسم سيد نظام الدين مير محمد معصوم شاه، كان مؤرخًا سنديًا مسلمًا من القرن السادس عشر من بكهر، السند ( باكستان الحديثة). اشتهر بتأليف كتاب تاريخ السند (المعروف أيضًا باسم تاريخ معصوم ، نسبة إلى المؤلف)، والذي نُشر في حوالي عام 1600.  وكان أيضًا ملازمًا موثوقًا به لسلطان مغول الهند أكبر. في حوالي عام 1595، قاد جيش أكبر في معركة ضد الأفغان الباني  معقل سيبي في شمال غرب كويتا، مما أدى إلى ضم بلوشستان إل ىسلطنة مغول الهند.  وفي وقت لاحق، في عام 1598، تم تعيينه حاكمًا للسند وسيبي من قبل أكبر. 

## منارة معصوم شاه

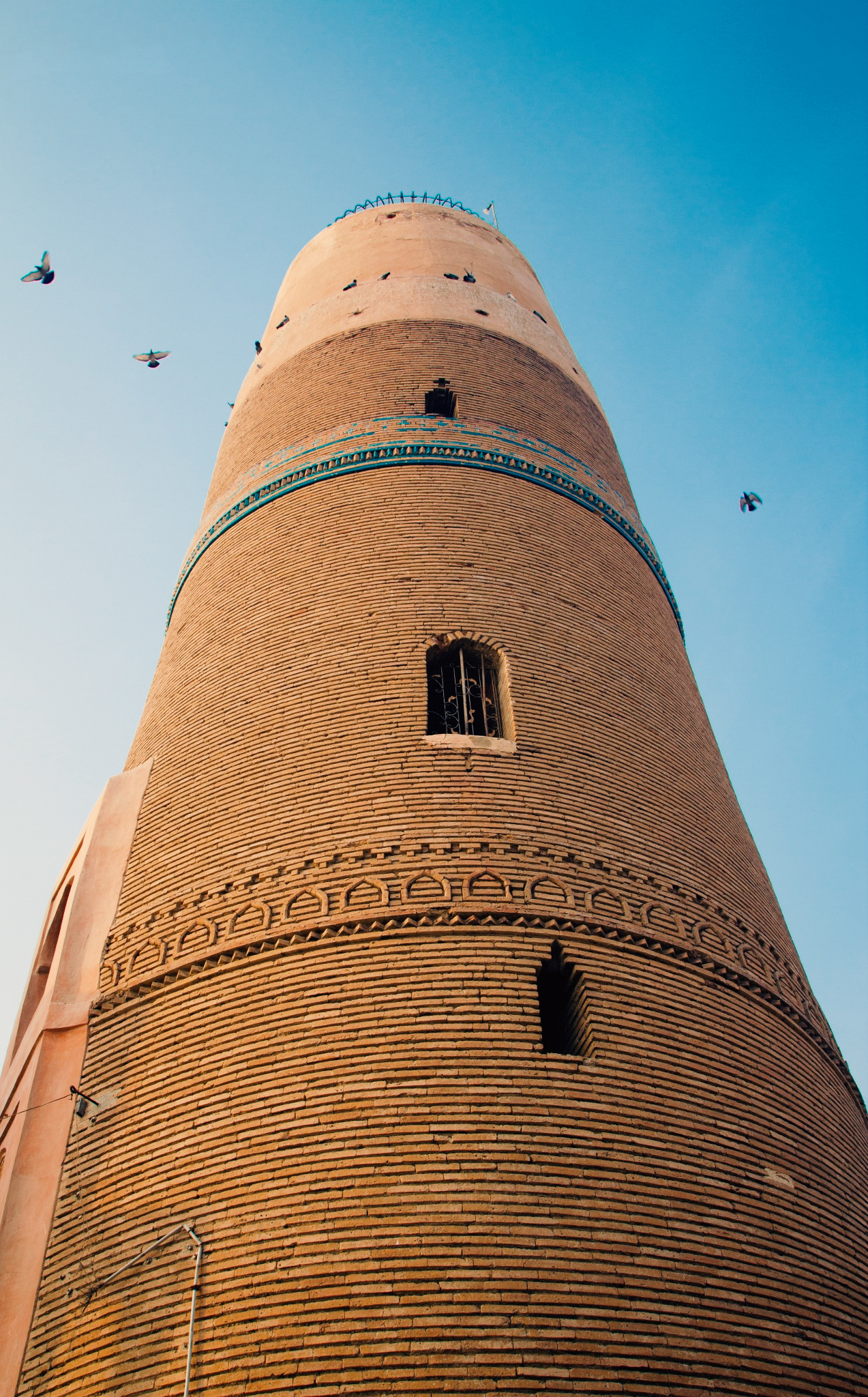
منارة معصوم شاه في سكهر،السند، باكستان

تعتبر منارة علي أبو ذر أبرز المباني في مدينة سكهر، ويعود تاريخها إلى عام 1607 في عهد سلطنة مغول الهند في شبه القارة الهندية . كان معصوم شاه حاكمًا للسلطان المغولي أكبر الذي عينه نوابًا لسكهر . تم بناء المنارة حوالي عام 1607، وهي مبنية من الطوب الأحمر، وهي مخروطية الشكل إلى حد ما، منحرفة قليلاً عن العمودية ويعلوها قبة يمكن الوصول إليها عبر درج حجري داخلي. يبلغ محيطه حوالي 26 مترًا، ويبلغ عدد درجات الصعود إلى قمته 84 درجة. يبلغ ارتفاعه حوالي 31 مترًا قدمًا ويمكن رؤيته من على بعد أميال. ويعتقد أن هذه المنارة كانت تستخدم كبرج مراقبة. الساحة حول المنارة هي المقبرة التي دفن فيها مير معصوم شاه وأفراد عائلته.
لا تزال عائلة وأبناء نظام الدين مير محمد معصوم شاه يعيشون في مدينة سكور القديمة حيث عاش أثناء فترة حكمه. لا تزال المئذنة والمناطق المحيطة بها تحت سيطرة عائلة ماسومي على الرغم من أن حكومة باكستان قد تولت السيطرة الإدارية على هذا الموقع التاريخي.